# Еришум I
Еришум I - владар града Асура у првој половини 19. века пре нове ере. Син и наследник Илушума .

## Биографија
Еришум I је познат по Асиријској листи краљева и бројним натписима. Неколико његових натписа је чак пронађено у Канишу на Анадолском висоравни.
Еришум I је наставио очеву политику јачања трговине. Његовом времену, можда, припадају и први писани акти архива трговачке колоније Каниш у Малој Азији. Верује се да је од тог времена трговину Асуријаца у Канишу почели да контролишу владари, иако је требало да постоји много пре тога. У име Еришума, трговци Асура су се за њих заклели. Еришум је, као и његов отац Илушума, оставио натпис у Асуру који је сачуван. Саставио га је „за мој живот и за живот мога града“. У њему се каже да је у вези са великих грађевинских радова започетим у храму бога Асура, „град мој, на мој позив, установио сам ослобађањепореза на сребро, злато, бакар, олово, јечам, вуну и све до стругала, лонаца и плеве. Овде се „ослобођење“ тако не протеже на поједине групе трговаца, већ на цео промет тржишта .
Састављач каснијег краљевског списка је приметио да му је непознато трајање моћи појединих наводних древних владара Асура (пре свега Еришума I). Податке о трајању владавине својих краљева каснији писари су црпели из спискова годишњих епонима. Међутим, у трговачкој колонији Каниша такви написи су већ постојали и нема разлога да се објашњава нестанак спискова лимуа ако су постојали у Асуру пре Еришума. Очигледно је разумно претпоставити да је сам принцип датирања година по Лиму Еришум за потребе града-државе позајмио из праксе трговачке организације.
Еришум  I је иза себе оставио многе натписе у којима извештава о својим грађевинским активностима. Чини се да је најважнији догађај из владавине Еришума изградња храма бога Ашура (храма дивљег бика) у граду Асуру (Асархадонов натпис). Саградио је трон за бога, украшен вредним камењем, а саградио је и монументално степениште за процесије и капију у храм. У подножје храма поставио је глинени цилиндар са својим натписом, наређујући у њему да се нико, па ни краљ, који је планирао да обнови храм, не сме да усуди да га уклони. У малтер зидова храма додавани су уље и мед. Еришум је конфисковао земљиште у граду да би изградио или проширио степениште са капијама („зид је постао виши него у време мог оца...“). На једном од његових натписа су чак наведена и имена судија који су деловали на овој капији, као и клетве које су требале да падну на главу онога који лежи на овој капији (вероватно током суђења) .
Помиње се и изградња два казана за варење пива за време владавине Еришума. Били су украшени сликама голубова.
Еришум је владао 40 година. Наследио га је брат Икунум. Према „Синхронистичкој листи краљева“ из Асура, Еришум је био савременик вавилонског краља Суму-ла-Ела.